# Bandung
Bandung (/ˈbɑːndʊŋ/) este capitala provinciei Java de Vest din Indonezia. Pe baza estimării din 2015, este cel de-al patrulea oraș cel mai populat al Indoneziei, după Jakarta, Surabaya și Bekasi, cu peste 2,5 milioane de locuitori. Greater Bandung este a treia cea mai mare zonă metropolitană a țării cu peste 8,5 milioane de locuitori. Situat la 768 metri (2.520 picioare) deasupra nivelului mării, la aproximativ 140 kilometri (87 mile) sud-est de Jakarta, Bandung are temperaturi mai reci pe tot parcursul anului decât majoritatea orașelor indoneziene. Orașul se află pe un bazin fluvial înconjurat de munți vulcanici, care oferă un sistem natural de apărare, care a fost motivul principal al planului guvernului Indiile de Est Olandeze de a muta capitala din Batavia (Jakarta modernă) în Bandung.
În 1955, aici a avut loc Conferința de la Bandung, prima conferință a țărilor Africii și ale Asiei.
Prima oară olandezi au înființat plantații de ceai în jurul munților în secolul al XVIII-lea și a fost construit un drum care să conecteze zona plantației cu capitala colonială Batavia (180 kilometri (112 mile) la nord-vest). La începutul secolului XX, locuitorii olandezi din Bandung a cerut înființarea unei municipalități  (gemeente), care a fost acordată în 1906, iar Bandung s-a dezvoltat treptat într-un oraș-stațiune pentru proprietarii de plantații. Au fost deschise hoteluri de lux, restaurante, cafenele și buticuri europene, ceea ce a determinat ca orașul să fie poreclit Parijs van Java (olandeză: „Parisul Java”).

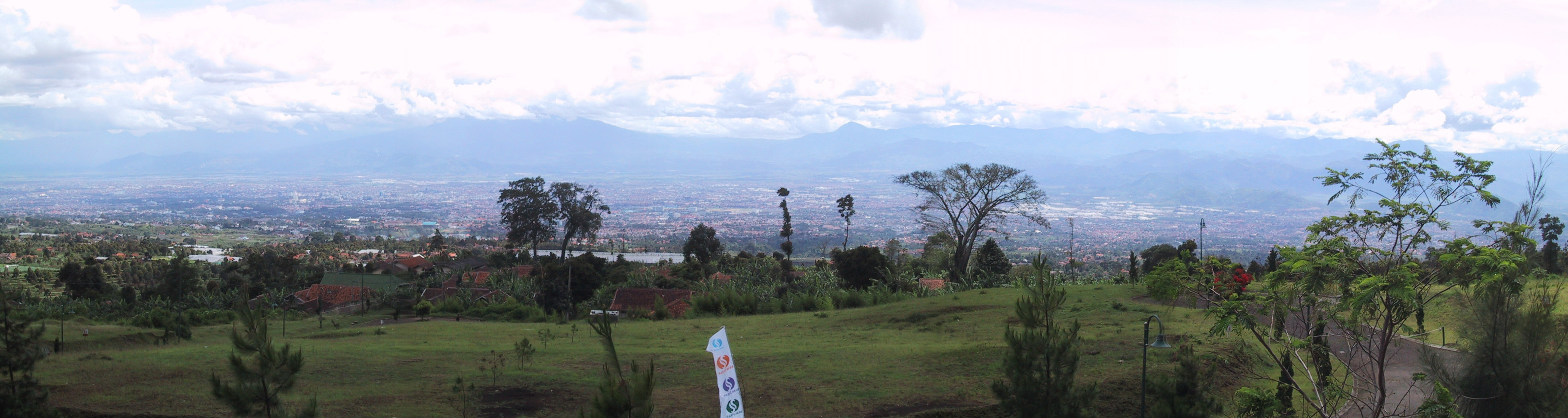

## Legături externe
- La Wikivoyage găsiți un ghid turistic despre Bandung
- The official website of Bandung Government Arhivat în 3 aprilie 2019, la Wayback Machine.
- Your Bandung Arhivat în 27 octombrie 2019, la Wayback Machine.